# Franz Greiner (Journalist)
Franz Greiner (Pseudonym: Werner Pank; * 1. Juni 1919 in Leipzig; † 1987) war ein deutscher Journalist und Publizist.

## Leben
Greiner leistete von 1939 bis 1945 Kriegsdienst. Danach studierte er an der Universität Göttingen und wurde 1952 in Klassischer Philologie zum Dr. phil. promoviert. Von 1949 bis 1952 war er studentischer Mitherausgeber der Deutschen Universitätszeitung.
Von 1952 bis 1965 war er Redakteur, ab 1960 Chefredakteur der Zeitschrift Herder Korrespondenz. Überdies war er bis 1965 Chefredakteur der Welt der Bücher. 1965 wurde er Leiter Sozialpädagogik und stellvertretender Leiter Hauptabteilung Kultur beim WDR. Von 1976 bis 1982 fungierte er als Programmgruppenleiter Familie und Gesellschaft und stellvertretender Leiter Programmbereich Kultur.
Von 1966 bis 1971 war er Herausgeber und Schriftleiter von Hochland und 1972 Mitherausgeber der Internationalen katholischen Zeitschrift Communio. Außerdem war er Verleger und Geschäftsführer beim Communio-Verlag. Greiner veröffentlichte mehrere Bücher.
Greiner war katholisch, verheiratet und Vater von drei Kindern.

## Schriften (Auswahl)
- Die Fatumvorstellungen in Vergils Aeneis und die künstlerischen Mittel ihrer Darstellung. Dissertation Göttingen 1952.
- Der Hunger in der Welt. Solidarität oder Klassenkampf zwischen den Völkern?. Herder, Basel u. a. 1959.
- mit Dietrich Goldschmidt, Helmut Schelsky (Hrsg.): Soziologie der Kirchengemeinde. Enke, Stuttgart 1960.
- Mitten auf dem Platz. Roman. S. Fischer, Frankfurt am Main 1965.
- et al.: Katholizismus und Kirche. Zum Weg des deutschen Katholizismus nach 1945. Echter-Verlag, Würzburg 1965.
- Menschheitsentscheidung. Die internationale Bevölkerungsfrage heute und morgen. Johannes-Verlag, Einsiedeln 1967.